# Martin Last
Martin Last (* 8. Mai 1938 in Neu Banzin, Kreis Köslin; † 8. Dezember 1984) war ein deutscher Historiker.

## Leben
Martin Last studierte nach der Flucht aus Pommern und dem Schulbesuch in Jever in Freiburg, München und Göttingen Geschichte, Germanistik und Ur- und Frühgeschichte. 1967 wurde er in Göttingen bei Georg Schnath mit einem Thema zur oldenburgischen Geschichte promoviert. Anschließend zunächst als Assistent am Seminar für Ur- und Frühgeschichte der Georg-August-Universität Göttingen tätig, wirkte er ab 1970 als Akademischer Rat am dortigen Institut für historische Landesforschung und wurde 1984 zum Professor ernannt. Von 1974 bis 1984 betreute er das Archiv seines Wohnortes Bovenden und war Herausgeber der Zeitschrift Plesse-Archiv.

## Veröffentlichungen (Auswahl)
- Adel und Graf in Oldenburg während des Mittelalters (= Oldenburger Studien, Bd. 1). Holzberg, Oldenburg 1969.
- Die Burg Plesse. In: Plesse-Archiv 10, 1975, S. 9 – 249; auch als Separatdruck Bovenden 1977, 2. Aufl. 1979.
- mit Detlev Hellfaier: Historisch bezeugte Orte in Niedersachsen bis zur Jahrtausendwende. Gräberfelder der Merowinger- und Karolingerzeit in Niedersachsen (= Studien und Vorarbeiten zum Historischen Atlas Niedersachsens 26). Lax, Hildesheim 1976, ISBN 3-7848-2001-8.
- Burgen des 11. und frühen 12. Jahrhunderts in Niedersachsen. In: Hans Patze (Hrsg.): Die Burgen im deutschen Sprachraum. Ihre rechts- und verfassungsgeschichtliche Bedeutung (Vorträge und Forschungen 19), Bd. 1. Thorbecke, Sigmaringen 1976, S. 383–513.
- Niedersachsen in der Merowinger- und Karolingerzeit. In: Hans Patze (Hrsg.): Geschichte Niedersachsens Bd. 1: Grundlagen und frühes Mittelalter. Wallstein Verlag, Göttingen 1977, ISBN 3-7848-3421-3, S. 543–652.
- Der Besuch Karls IV. am Grabmal Widukinds in Enger. In: Blätter für deutsche Landesgeschichte 115, 1978, S. 307–341.
- Bovenden und die Plesse-Dörfer im Ersten Weltkrieg. In: Plesse-Archiv 14, 1979, S. 61–182.
- Wietzen als Zentrum adliger Herrschaft des hohen Mittelalters. Burg / Hof – Eigenkirche / Grablege. In: Niedersächsisches Jahrbuch für Landesgeschichte 55, 1983, S. 139–180.
- Villikationen geistlicher Grundherren in Nordwestdeutschland in der Zeit vom 12. bis zum 14. Jahrhundert (Diözesen Osnabrück, Bremen, Verden, Minden, Hildesheim). In: Hans Patze (Hrsg.): Die Grundherrschaft im späten Mittelalter (Vorträge und Forschungen 27), Bd. 1. Thorbecke, Sigmaringen 1983, S. 369–450.
- Die Bedeutung des Klosters Amorbach für Mission und Kirchenorganisation im sächsischen Stammesgebiet. In: Friedrich Oswald, Wilhelm Störmer (Hrsg.): Die Abtei Amorbach im Odenwald. Neue Beiträge zur Geschichte und Kultur des Klosters und seines Herrschaftsgebietes. Thorbecke, Sigmaringen 1984, ISBN 3-7995-4065-2, S. 33–53.
- (bearb. von Peter Aufgebauer): Niedersächsische Städte bis zum frühen 13. Jahrhundert. In: Cord Meckseper (Hrsg.): Stadt im Wandel. Kunst und Kultur der Bürgertums in Norddeutschland 1150–1650, Bd. 3, Stuttgart-Bad Cannstatt 1985, S. 81–93.
- als Hrsg.: Bovenden: der Flecken mit Tradition und Fortschritt und den Ortsteilen: Billingshausen, Eddigehausen, Emmenhausen, Harste, Lenglern, Reyershausen, Spanbeck. Goltze, Göttingen 1985, ISBN 3-88452-811-4.
- Die Frühgeschichte des Göttinger Raumes bis zur Karolingerzeit. In: Dietrich Denecke, Helga-Maria Kühn (Hrsg.): Göttingen. Geschichte einer Universitätsstadt, Bd. 1. Vandenhoeck & Ruprecht, Göttingen 1987, ISBN 3-525-36196-3, S. 5–11.
- Das grundherrliche Gefüge im Bereich der Stadt Göttingen und seine Bedeutung für die Gliederung und Entwicklung der Stadt. In: Dietrich Denecke, Helga-Maria Kühn (Hrsg.): Göttingen. Geschichte einer Universitätsstadt, Bd. 1. Vandenhoeck & Ruprecht, Göttingen 1987, S. 51–69.
- Die Topographie der Stadt vom 13. bis zum 16. Jahrhundert. In: Göttingen. Geschichte einer Universitätsstadt, Bd. 1. In: Dietrich Denecke, Helga-Maria Kühn (Hrsg.): Göttingen. Geschichte einer Universitätsstadt, Bd. 1. Vandenhoeck & Ruprecht, Göttingen 1987, S. 70–106.